# لورانس ایشه
لورانس ایشه (به فرانسوی: Laurence Iché) شاعر قرن بیستم میلادی اهل فرانسه بود.